# ووسوشنا دولنا
ووسوشنا دولنا (به لاتین: Łososina Dolna) یک روستا در لهستان است که در گمینا ووسوشنا دولنا واقع شده‌است. ووسوشنا دولنا ۱٬۶۵۰ نفر جمعیت دارد.